# Lesley Jane Smith
Lesley Jane Smith (* 1956) ist eine britische Juristin.

## Leben
Nach dem Studium an den Universitäten Edinburgh und Brüssel (Bachelor of Law with Honours an der Edinburgh University, Master of Laws an der Vrije Universiteit Brussel, Dr. jur. an der Universität Bremen) ist sie seit 1996 Professorin für Internationales Wirtschaftsrecht sowie Rechtsvergleichung und anglo-amerikanisches Recht an der Leuphana Universität Lüneburg.

## Schriften (Auswahl)
- Legal regulation of the British pharmaceutical market. Domestic law, internal market and intellectual property rights. Baden-Baden 1991, ISBN 3-7890-2286-1.
- mit Aurelia Colombi Ciacchi, Christine Godt und Peter Rott (Hrsg.): Haftungsrecht im dritten Millennium. Liber Amicorum Gert Brüggemeier. Baden-Baden 2009, ISBN 978-3-8329-4176-5.
- mit Ingo Baumann (Hrsg.): Contracting for space. Contract practice in the European space sector. Farnham 2011, ISBN 978-1-4094-1923-5.